# Akiko Ashizawa
Akiko Ashizawa (芦澤明子, Ashizawa Akiko, nacida en 1951 en Tokio) es una directora de fotografía y fotógrafa japonesa.

## Carrera
Habiendo comenzado con la película en 8 mm y la Pinku eiga, Ashizawa acabó convirtiéndose en la asistente de los directores de fotografía Hideo Itō y Takayo Oshikiri. Se independizó en 1982 y ha fotografiado las películas de directores como Kiyoshi Kurosawa, Kunitoshi Manda y Shō Igarashi, además de trabajar con la cámara para anuncios de televisión y documentales. También ha publicado varias colecciones de sus fotografías.

## Premios
En 2012, ganó el premio a la mejor fotografía por Chronicle of My Mother en los Premios de cine de Mainichi . En 2018, el gobierno japonés le otorgó la medalla de la Cinta morada.

## Filmografía
- Naked Blood (1996)
- Unloved (traducida al español como Fiel a sí misma[4], 2001)
- Loft (2005)
- Retribution (2006)
- Tokyo Sonata (2008)
- Kyōfu (2010)
- Chronicle of My Mother (2011)
- Real (2013)
- Tamako in Moratorium (2013)
- Journey to the Shore (2015)
- Sayonara (2015)
- Creepy (2016)
- Before We Vanish  (2017)
- To the Ends of the Earth (traducida al español como El fin de cada tiempo, el principio del mundo,[5] 2019)
- Vengeance Is Mine, All Others Pay Cash (2021)